# Szczaw górski
Szczaw górski (Rumex alpestris Jacq. ≡ R. arifolius All.) – gatunek rośliny należący do rodziny rdestowatych. Występuje w Europie i Azji w rejonach górskich. W Polsce spotykany w Karpatach i Sudetach sięgając od regla górnego po piętro alpejskie. 

## Morfologia

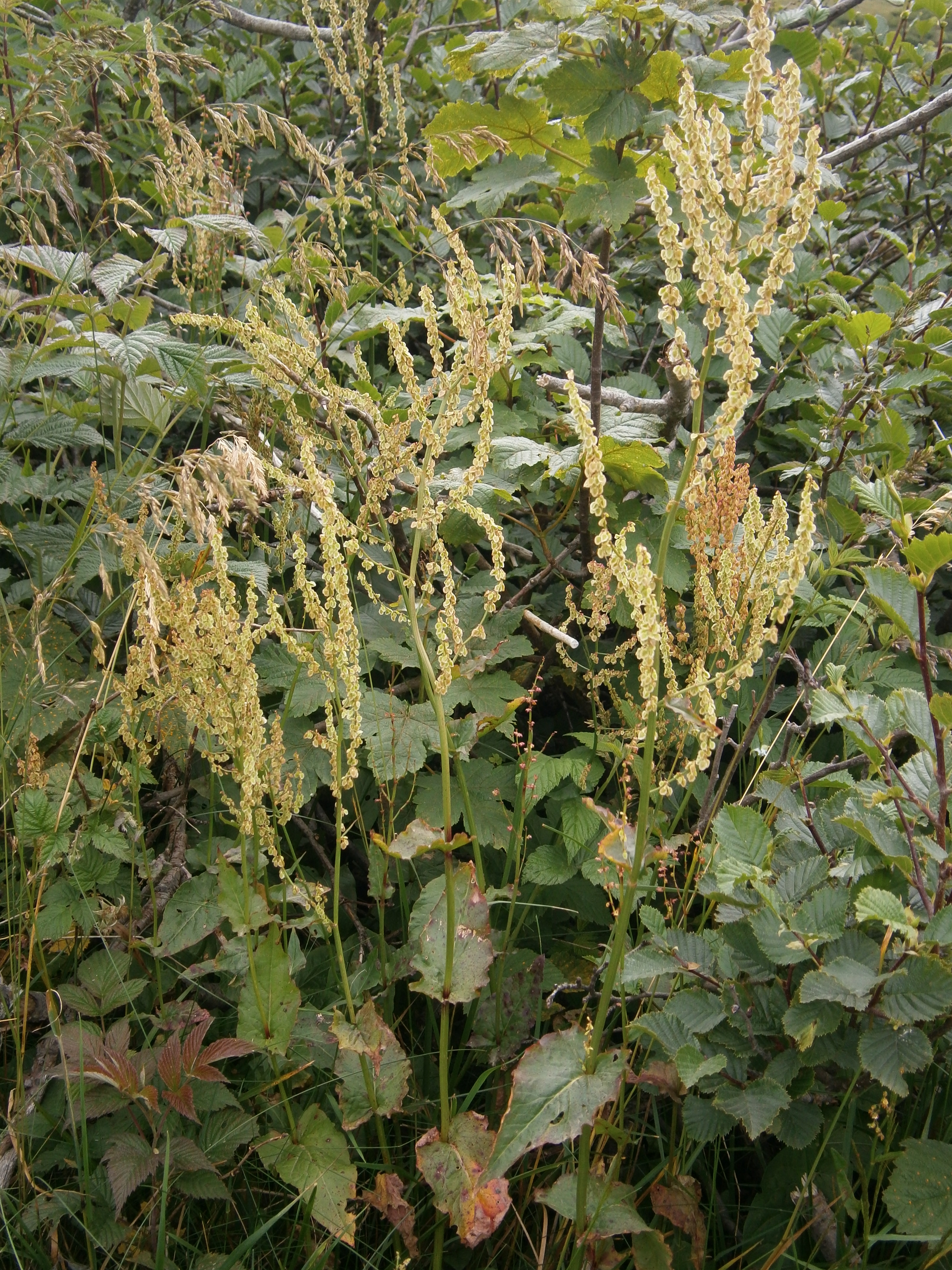
Pokrój

PokrójRoślina zielna z krótkim i rozgałęzionym kłączem i wieloma korzeniami.
ŁodygiŻebrowane, osiągają wysokość od 30 do 70 cm.
LiścieDolne długoogonkowe z blaszką kształtu okrągławojajowatego, z krótkimi oszczepowatymi klapami w nasadzie bądź sercowate, na szczycie zaokrąglone lub tępe, do dwóch razy dłuższe niż szerokie. Liście łodygowe ułożone skrętolegle, najszersze przy nasadzie (strzałkowatej bądź uszkowatej). Pochwy liściowe całobrzegie.
KwiatyKwiatostan zwykle rozgałęziony tylko pojedynczo. Gałązki boczne najczęściej w pęczkach. Roślina dwupienna. Działek okwiatu 6 w dwóch okółkach – wewnętrzne błoniaste, zaokrąglone, z małym płaskim guzem w nasadzie. Zewnętrzne odgięte do tyłu podczas owocowania i przylegające do szypułki. Na wewnętrznych listkach okwiatu zewnętrzne pole odcięte przez anastomozy jest dwukrotnie węższe od pola wewnętrznego.
OwocOrzeszek barwy bladozielonawoszarej, o krawędziach skrzydełkowatych, bez połysku.

## Biologia i ekologia
Bylina. hemikryptofit. Kwitnie od lipca do sierpnia. Rośnie na glebach świeżych, żyznych, o odczynie lekko kwaśnym. Roślina światłolubna. Spotykana w świerczynach górnoreglowych, w górskich lasach ziołoroślowych i w zaroślach z dominującą olszą zieloną.